# Авиационна промишленост на Русия
Авиационната промишленост е важен индустриален сектор в руската икономика, в който работят около 355 300 работници.
Разпадането на Съветския съюз доведе до дълбока криза в индустрията, особено за сектора на гражданските самолети. Ситуацията започва да се подобрява в средата на първото десетилетие на 21 век поради увеличаване на въздушния транспорт и нарасналото търсене. План за консолидация, стартиран в Русия през 2005 г., накара руското правителство да създаде холдинговата компания на „Обединена авиационна корпорация“, която включва повечето ключови компании в бранша.
Руската авиационна индустрия предлага портфолио от международни конкурентоспособни военни самолети като МиГ-29 и Сухой Su-27, докато нови проекти като Сухой Суперджет 100 и MS-21 се надяват да възродят богатството на гражданския самолетен сегмент. През 2009 г. компании, принадлежащи към Обединена авиационна корпорация, доставиха 95 нови самолета на своите клиенти, включително 15 граждански модела. Освен това индустрията произвежда над 141 хеликоптера.

## История

### Първа световна война
В Имперска Русия има двадесет и четири производителя на самолети при избухването на войната, но те не разполагат с материалите или способността да заменят изгубен самолет. По-специално те са зависими от чуждестранни двигатели. Те произвеждат 1893 самолета и внасят 883 от 1914 до 1916 г., но през този период произвеждат само 920 двигателя, докато внасят 2326 самолета. Производството намалява рязко след Февруарската революция и е на практика спряно, когато Русия излиза от войната през 1918 година.
Безспорно най-известният самолет, създаден през този период, е Иля Муромец, бомбардировач, първият четиримоторен бомбардировач, оборудван със специализиран отдел за стратегическо бомбардиране.

### Съветска епоха
В съветската планова икономическа система конкуренцията на свободния пазар между предприятията се разглеждала като разточителна, вместо това съветската система била многопластова система, чиито основни компоненти са проектантски бюра, известни като OKB (руски акроними на Опытно конструкторское бюро, „Службата за експериментално планиране“) и производствени комплекси.

### Адаптации към постсъветската ера
Авиацията е добре развита индустрия в Съветския съюз. В края на 80-те години СССР представлява 25% от гражданската авиационна промишленост в световен мащаб и 40% от производството на военни самолети по целия свят. Последиците от разпадането на Съветския съюз през 1991 г. са катастрофални. Цялата преработваща промишленост е елиминирана поради вноса, докато космическата промишленост едва успява да издържи високите мита. Положителната страна, военната авиационна индустрия успява да се възползва от подобрените възможности за износ и спечелва от големия инвентар от компоненти и части, създадени по време на Съветския съюз. Промишлеността на гражданските самолети е много по-зле: докато през 1990 г. държавата произвежда 715 граждански самолета, през 1998 г. броят им е намалял до 54, а през 2000 г. са създадени само 4 граждански самолета.

### 2000 – 2005: начало на възстановяването
В края на 20 век гражданската самолетна индустрия изпада в огромна финансова криза. Само няколко самолета са построени и следпродажбената поддръжка е оскъдна. Много самолети, както нови, така и стари, не успяват да получат международен сертификат за безопасност и опазване на околната среда. Две ключови компании – Aviastar-SP и Voronezh Association of Aircraft Manufacturing Association, почти фалират. През 2001 г. печалбите на гражданската самолетна промишленост възлизат на едва 300 милиона долара. Въпреки това през август 2000 г. ситуацията започва значително да се подобрява. През 2001 г. индустрията най-накрая започва да получава нови поръчки от лизингови компании. Въздушният транспорт нараства с около 8% годишно, а през 2004 г. вътрешното търсене на нови самолети се увеличава. Ключовите компании успяват да изплатят дълговете си или да ги накарат да се преструктурират и нивата на производството отново се повишава.

### 2005 – 2010: консолидация на индустрията
През 2005 г. правителството при президента Владимир Путин инициира програма за консолидация на индустрията, за да обедини големите компании за производство на самолети под една организация: United Aircraft Corporation (UAC). Целта е да се оптимизират производствените линии и да се намалят до минимум загубите. Планът е разделен на три части: преструктуриране и управление на кризата (2007 – 2010 г.), развитие на съществуващи проекти (2010 – 2015 г.) и по-нататъшен напредък в новосъздадената структура (2015 – 2025 г.)